# 木村岳夫
木村岳夫（日语：／ Kimura Takeo，1943年10月25日—），日本男子举重运动员。他曾代表日本参加1966年亚洲运动会举重比赛，获得一枚银牌。他也曾参加1968年夏季奥林匹克运动会。